# Un pueblo y su rey
Un pueblo y su rey, el título original en francés es Un peuple et son roi, es una película francesa de género histórica dirigida por Pierre Schoeller y estrenada en 2018. Estuvo protagonizada por Adèle Haenel y Gaspard Ulliel, basándose en acontecimientos de la Revolución francesa.

## Sinopsis
Año 1789. El pueblo francés entra en revolución. La historia entrecruza los destinos de mujeres y hombres del pueblo con los de figuras históricas. Su lugar de encuentro es la recién creada Asamblea Nacional. En el centro de la historia, la suerte de un rey y el surgimiento de la República.

## Reparto
- Gaspard Ulliel: Basile
- Louis Garrel: Maximilien de Robespierre
- Adèle Haenel: Françoise Candole
- Céline Sallette: Reine Audu
- Laurent Lafitte: el rey Luis XVI
- Ruggero Barbera: Louis Charles
- Maëlia Gentil: la reina Marie-Antoinette
- Denis Lavant: Jean-Paul Marat
- Niels Schneider: Louis Antoine de Saint-Just
- Vincent Deniard: Georges Jacques Danton
- Izïa Higelin: Margot Laforce
- Olivier Gourmet: Louis-Joseph Henri
- Noémie Lvovsky: Solange
- Andrzej Chyra: Claude François Lazowski
- Johan Libéreau: Tonin
- Audrey Bonnet: Landelle
- Thibaut Evrard: Stanislas-Marie Maillard
- Jean-Marc Roulot: Lechenard
- Grégory Gatignol: Clément
- Cosme Castro: un patriota
- Jean-Charles Clichet: Jérôme Pétion de Villeneuve
- Julia Artamonov: Pauline Léon
- Serge Merlin : Luis XI, en la pesadilla del rey.
- Patrick Préjean : Enrique IV, en la pesadilla del rey.
- Louis-Do de Lencquesaing : Luis XIV, en la pesadilla del rey.

## Recepción

### Crítica
La película tuvo críticas que varían de forma negativa y positiva ante los críticos internacionales. “Resulta efectiva su idea de dirimir el relato entre el enfrentamiento de los sucesos políticos y los sucesos populares (…) cálida y reivindicativa al mismo tiempo en el dibujo de la lucha que asola las calles parisinas, en la que los más desfavorecidos, los “sans-culottes” (…) viven y mueren en busca de un futuro que los convierta en ciudadanos. (…) Puntuación: ★★★½ (sobre 5)” dijo Miguel Ángel Palomo de FilmAffinity.
"Es imposible imaginar una visión más pesada y anticuada de la Revolución Francesa (...) No es capaz de funcionar más allá de su representación convencional de los incidentes principales." dijo Jay Weissberg de Variety.

### Reconocimiento
- 2018: Festival de Venecia: Sección oficial (fuera de concurso)
- 2018: Premios César: Nominada a mejor decorado y vestuario.